# Stacja polarna im. A.B. Dobrowolskiego
Stacja im. Antoniego Bolesława Dobrowolskiego – sporadycznie czynna polska stacja polarna położona na Antarktydzie Wschodniej, w Oazie Bungera, kilkadziesiąt kilometrów od brzegu Oceanu Południowego. Ze względu na trudny dostęp, przez większość czasu pozostaje nieużytkowana.

## Położenie i warunki

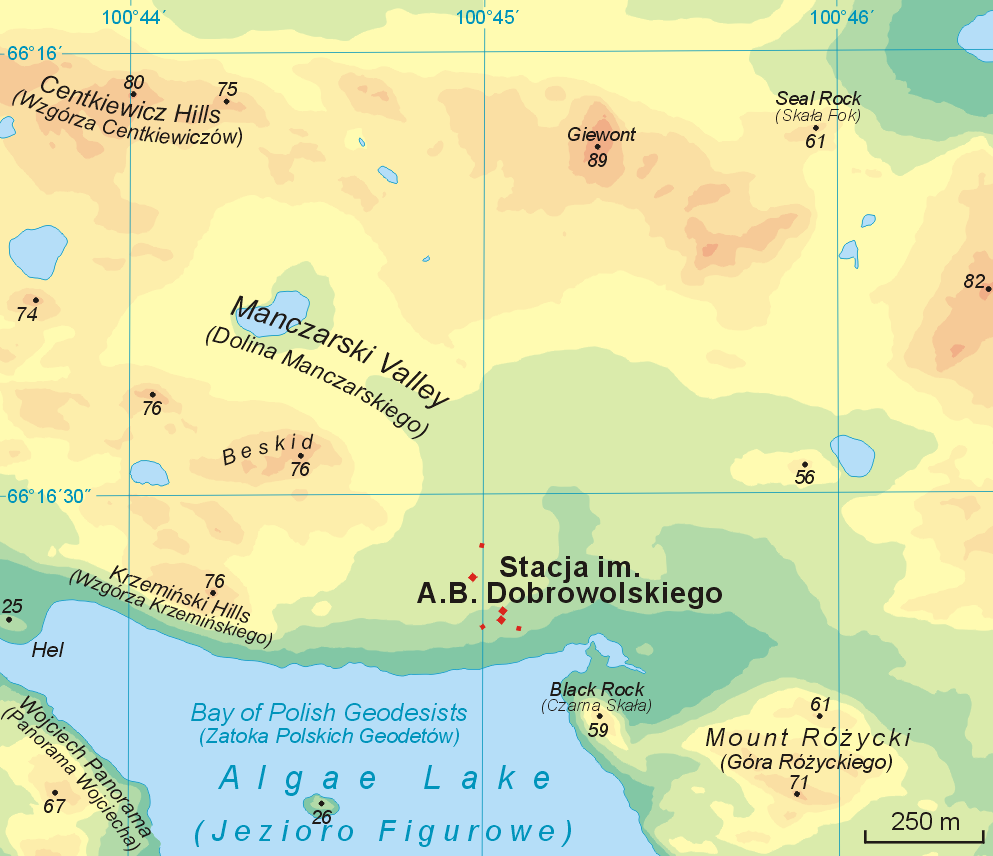
Mapa okolic stacji

Stacja znajduje się na brzegu Jeziora Figurowego w wolnej od lodu oazie antarktycznej, Oazie Bungera, położonej na Wybrzeżu Knoxa na Ziemi Wilkesa. Z południowego wschodu wzgórza tworzące oazę graniczą z lądolodem wnętrza kontynentu, a od północnego zachodu z Lodowcem Szelfowym Shackletona o szerokości ok. 100 km. Stacja im. Dobrowolskiego leży w odległości ok. 350 km od rosyjskiej (dawniej radzieckiej) stacji Mirnyj, z której można dotrzeć tu drogą powietrzną.
Średnia roczna temperatura na tym obszarze to −8,2 °C, maksymalna 10 °C, a minimalna −43 °C. Średnia prędkość wiatru wynosi 6 m/s, maksymalna do 56 m/s.

## Historia i działalność
Stacja została otwarta 15 października 1956 przez ZSRR i nazwana Oazis (ros. Оазис, „Oaza”). Była użytkowana przez radzieckich badaczy do 17 listopada 1958. Prowadzono w niej badania glacjologiczne, meteorologiczne, w tym aerologiczne, geofizyczne, w tym magnetometryczne i sejsmiczne, oraz obserwacje zórz polarnych. Wykorzystywano ją także w badaniach terenowych, w tym hydrologicznych i biologicznych. Na stację składają się dwa drewniane domki, ogrzewane gazem, drewnem i węglem, oraz mniejsze pawilony. Na lodowcu 15 km od stacji położone jest lądowisko wykorzystywane w miesiącach letnich; zimą samoloty mogły lądować na zamarzniętej tafli Jeziora Figurowego.
23 stycznia 1959 roku stacja została przekazana Polsce podczas pierwszej polskiej wyprawy naukowej na Antarktydę pod kierownictwem Wojciecha Krzemińskiego. Nadano jej obecną nazwę na cześć polskiego geofizyka i meteorologa Antoniego Bolesława Dobrowolskiego. Domki stacji zostały nazwane „Warszawa” i „Kraków”.
Przez kilka lat polscy uczeni nie uczestniczyli w wyprawach antarktycznych. Stacja Dobrowolskiego została odwiedzona w antarktycznym lecie 1965–66 roku przez czteroosobową grupę polskich geofizyków (Ryszard Czajkowski, Adam Kuchciński, Janusz Molski, Maciej Seweryn Zalewski), uczestników 11. Radzieckiej Ekspedycji Antarktycznej towarzyszących radzieckim polarnikom oraz Bronisław Majtczak, moskiewski korespondent PAP. W czasie tej ekspedycji został utracony samolot radzieckiego zespołu Li-2, który wylądował na lodzie zatoki Jeziora Figurowego; lód okazał się za słaby i maszyna zatonęła.
Starania o wysłanie następnej grupy badawczej do stacji w sezonie 1973–74 nie doszły do skutku.
Kolejna 15-osobowa wyprawa polska do stacji im. Dobrowolskiego, również pod kierownictwem Wojciecha Krzemińskiego, wyruszyła z Gdyni statkiem „Zawichost” 19 listopada 1978 roku, docierając do stacji 18 stycznia 1979 roku. Uczestnicy prowadzili badania w szerokim zakresie, obejmującym geomorfologię, grawimetrię, meteorologię i prace geodezyjne. Wyposażenie wyprawy stanowił śmigłowiec Mi-2 Polskiej Akademii Nauk. 21 lutego, po nagłym załamaniu pogody, ekipa musiała zostać ewakuowana do stacji Mirnyj, a następnie do kraju. Od 1979 roku stacja nie była użytkowana do 2021.
W 1987 roku stację odwiedzili radzieccy polarnicy i postawili dodatkowe budynki (nazwane stacją Oazis-2) około 200 metrów na zachód od starszych zabudowań.
Do roku 2021 baza była stacją zakonserwowaną, czyli nieczynną, ale nie opuszczoną. Nie była nawet epizodycznie odwiedzana przez polskie ekspedycje polarne, co często błędnie jest podawane na podstawie danych z lat siedemdziesiątych. Plany rewitalizacji placówki były prowadzone przez Zakład Badań Polarnych i Morskich Instytutu Geofizyki Polskiej Akademii Nauk. W 2018 roku Ministerstwo Nauki i Szkolnictwa Wyższego przyznało środki na ten cel.
Stację sporadycznie odwiedzają badacze rosyjscy i australijscy. Australijczycy zainstalowali tam stację referencyjną GPS (do badań błędów systemu). Zabudowania stacji stoją na skałach, a nie lądolodzie, przez co nie zmieniają swojej pozycji geograficznej w wyniku ruchu lodu.
14 stycznia 1986 Australia otworzyła letnią stację Edgeworth David Base 7,5 km na północny zachód od Stacji Dobrowolskiego, na skraju Oazy.
Na liście historycznych miejsc i pomników w Antarktyce znajdują się: pawilon obserwatorium geomagnetycznego stacji (nr 10) oraz betonowy słup ustawiony przez polską ekspedycję w celu pomiaru przyspieszenia ziemskiego (nr 49); pomiar ten wykazał wartość (982 439,4 ± 0,4) miligali.

### Lata 2021-2022: wyprawa inwentaryzacyjna Instytutu Geofizyki PAN[18]
Czwórka polskich badaczy wypłynęła 10 listopada wieczorem z portu w Bremerhaven na pokładzie rosyjskiego lodołamacza „Akademik Fedorov”.  
29 grudnia Polacy byli w rosyjskiej stacji antarktycznej Mirnyj. 1 stycznia  udali się na Morze Mawsona, pod szelfowy lodowiec Shackletona. Stamtąd helikopterem dotarli na odległość  ok. 100 km do Oazy Bungera. Stacja, która była nieczynna od 1979 roku, została oficjalnie wznowiona 23 stycznia 2022.  W bazie naukowcy spędzili 5 tygodni. W skład wyprawy Instytutu Geofizyki PAN weszli  jej pomysłodawca, organizator i szef prof. Marek Lewandowski, a zarazem geofizyk, geolog i paleomagnetyk, prof. Monika A. Kusiak, geolog i geochemik izotopowy, dr Adam Nawrot, geograf i geomorfolog, a także prof. Wojciech Miloch, fizyk jonosfery z Uniwersytetu w Oslo.
Stacja została przystosowana do zamieszkania,  przygotowane miejsca do spania i pracy, kuchnię i mesę. Zainstalowane zostało ogrzewanie i ekologiczna toaleta. Eksperci   przetestowali urządzenia rejestrujące zmiany pola magnetycznego, fale sejsmiczne, dynamikę jonosfery i parametry meteorologiczne. Pobrali też zostały próby do badań geofizycznych, geochemicznych i środowiskowych.
Powrót do Oazy Bungera i ponowne użytkowanie Stacji im. A.B. Dobrowolskiego stwarza dla Polski nowe szanse na rozwój frontowych technik badawczych i powiązanych z nimi nowoczesnych technologii.